# Caterina Cornaro

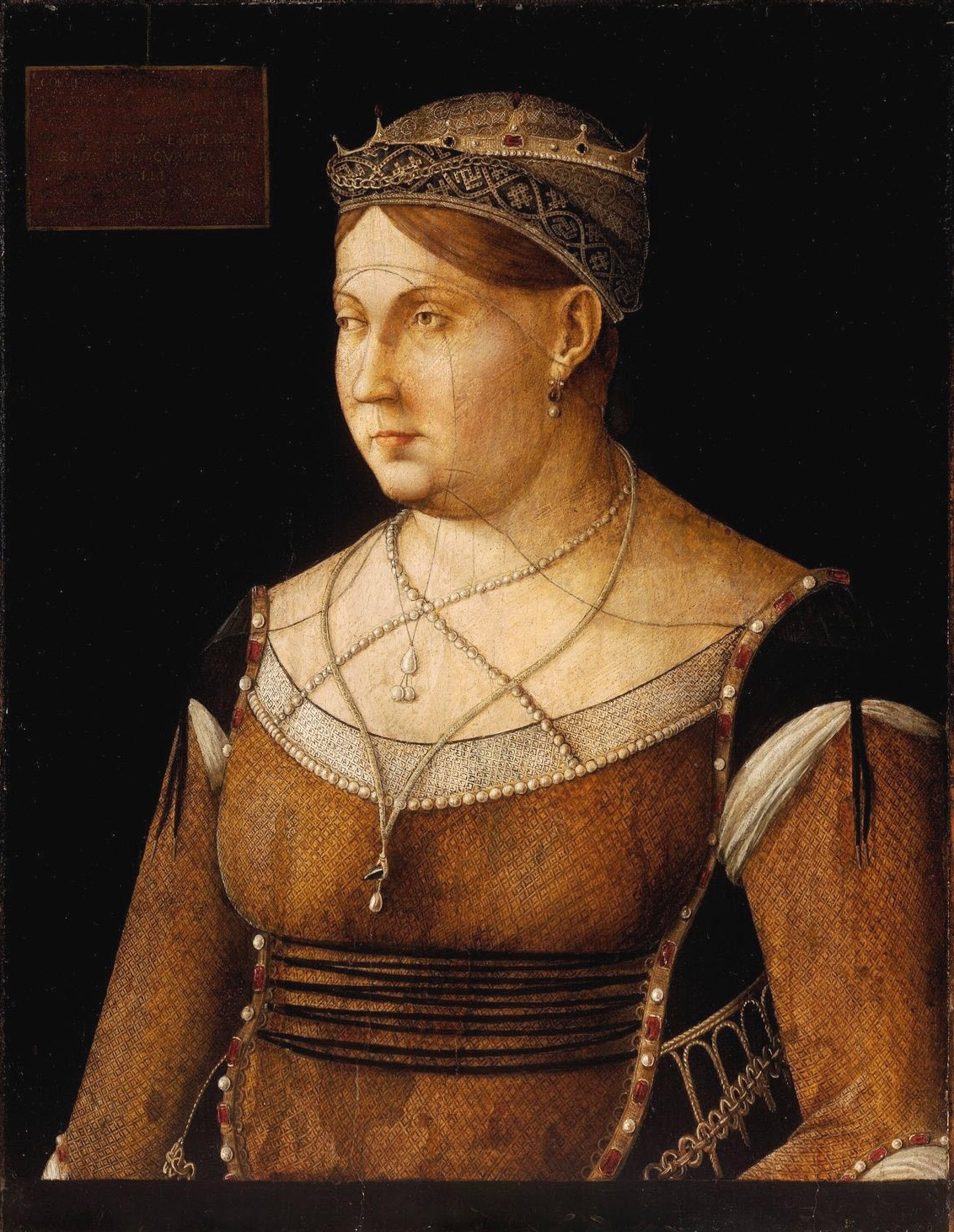
Caterina Cornaro, porträtt av Gentile Bellini. Magyar Szépmüvészeti Múzeum, Budapest.

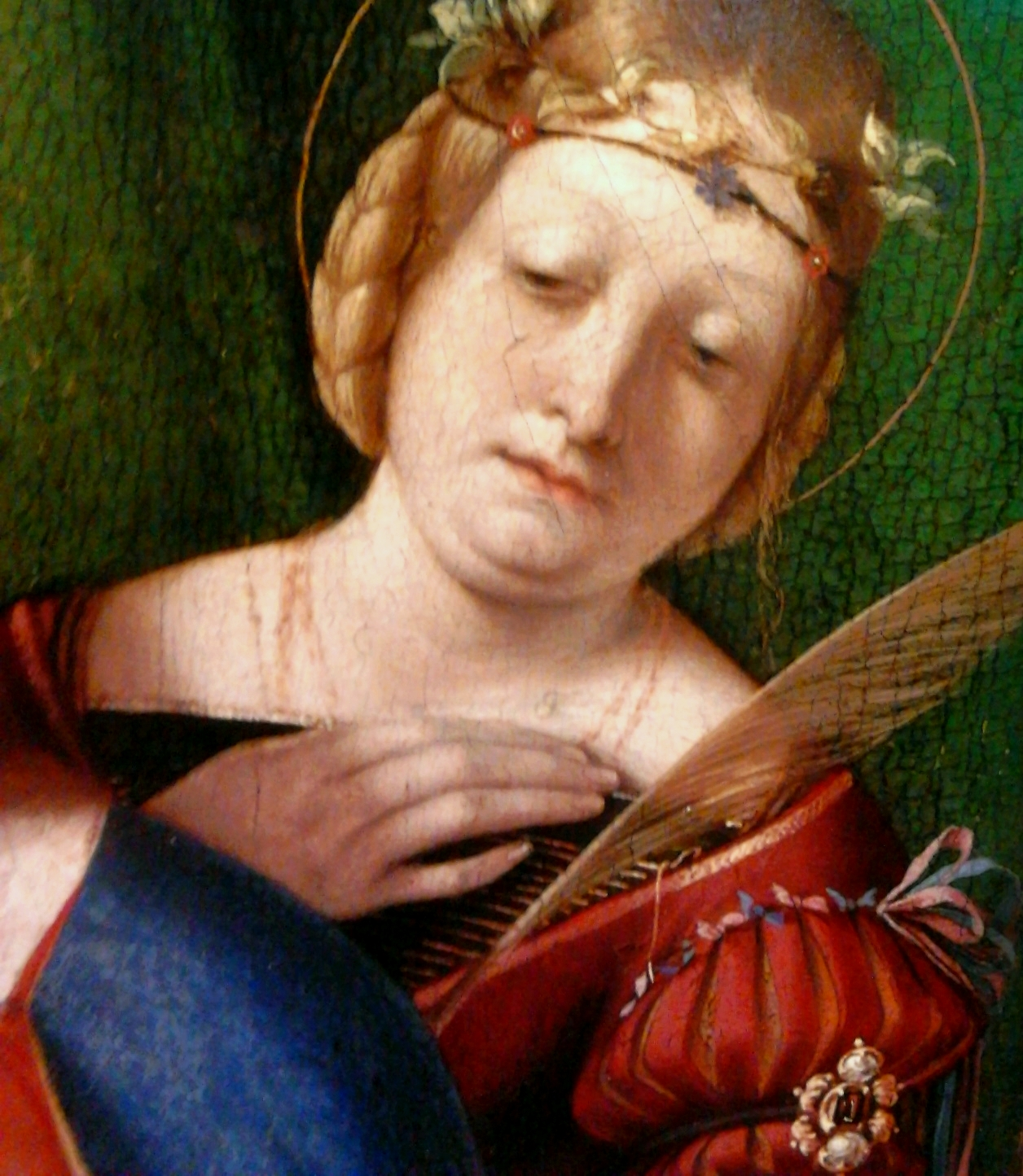
Caterina Cornaro

Caterina Cornaro, född 25 november 1454 i Venedig i republiken Venedig, död där 10 juli 1510, var kungadömet Cyperns sista monark och regerande drottning från 1474 till 1489. Hon var ursprungligen drottning av Cypern genom giftermål med kung Jakob II av Cypern, och regent under sin omyndige son Jakob III av Cypern 1473–1474. Hon avsattes då kungadömet annekterades av republiken Venedig, där hon fick ställningen "dotter av venetianska republiken" och suverän härskare av Asolo.

## Biografi

### Uppväxt
Caterina Cornaro föddes i Venedig i den välkända och ansedda släkten Cornaro som alstrat fyra av republikens doger. Genom handel och affärer hade Cornarosläkten nära förbindelser med kungadömet Cypern. På ön hade de sockertillverkning och handlade med andra produkter som de importerade till Venedig. 
På moderns sida var hon ättling till kejsarna av Trebizond. Hennes äldre bror var Padre della Patria Giorgio Cornaro som bland annat var riddare i Heliga romerska riket av tysk nation, och patricier av Venedig.  Hennes ställning kanske mer än hennes skönhet bidrog till att hon avporträtterades av så framstående konstnärer som Dürer, Tizian, Bellini och Giorgione.
Caterina uppfostrades i klosterskola. 

### Drottning
År 1468 blev Jacob II kung av Cypern och behövde gifta sig för att säkerställa tronföljden. Den 30 juli samma år trolovades han med Caterina i bådas frånvaro i Venedig. Äktenskapet arrangerades för att säkerställa handelsförbindelserna mellan Venedig och Cypern. Efter vigselceremonin återvände hon till klosterskolan för att slutföra sin utbildning. Hon anlände till Cypern som hans hustru och drottning 1472 och de sammanvigdes i Famagusta i oktober eller november 1472. 
Året därpå avled Jacob hastigt och oväntat och efterträddes av deras några månader gamla son, kung Jakob III av Cypern. Enligt testamentet blev hon Cyperns regent under hans minderårighet. 
Jacob III dog 1474 under oklara omständigheter innan han hunnit fylla ett år. Därefter blev Caterina själv regerande drottning.

### Monark
Sedan länge hade kungadömet Cyperns självständighet förfallit, och hade från 1426 i verkligheten varit en lydstat under mamluckerna. Med drottning Caterina förändrades maktstrukturerna. 
I början av hennes regeringstid upptäcktes en konspiration där hennes farbror och kusin planerade att lägga Cypern under kungadömet Neapels styre. Denna händelse ledde till att republiken Venedig sände en flotta och militära styrkor till Cypern, och att den venetianska senaten utnämnde en grupp venetianska rådgivare till Caterina, som sedan tog hand om politiken åt henne under hennes återstående regeringstid. 
På grund av hennes ungdom rådde oro i Venedig över risken att Caterina skulle gifta sig och Cypern hamna under en utländsk furstes styre och behålla sin självständighet: särskilt fruktades det att hon skulle gifta sig med en prins av Neapel. 
På grund av denna risk inledde Venedigs senat år 1488 förhandlingar med Caterina genom hennes far om att övertala henne att abdikera och överlämna riket till Venedig. 1489 tvingades hon abdikera och överlämna styret till republiken Venedig. Därefter blev Cypern en koloni under Venedig.

### Senare liv
Caterina återvände den 14 maj samma år till Venedig, där hon formellt överlämnade sina befogenheter och därmed Cypern till Venedig genom att "donera" sitt styre till republiken i St Marks katedral. Som kompensation för förlusten fick hon behålla titeln drottning, sin hemgift och inkomst från Cypern, och utsågs till suverän härskare över distriktet Asolo i Venedig, som hon själv bad om att få. Under Caterina blev hovet i Asolo vida berömt som litterärt och konstnärligt centrum, särskilt som Pietro Bembo i sin Gli Asolani förlade handlingen i sina platoniska kärleksdialoger dit. Caterina avled i Venedig 1510.

## Eftermäle
Gaetano Donizettis opera Caterina Cornaro handlar om hennes liv.

## Galleri

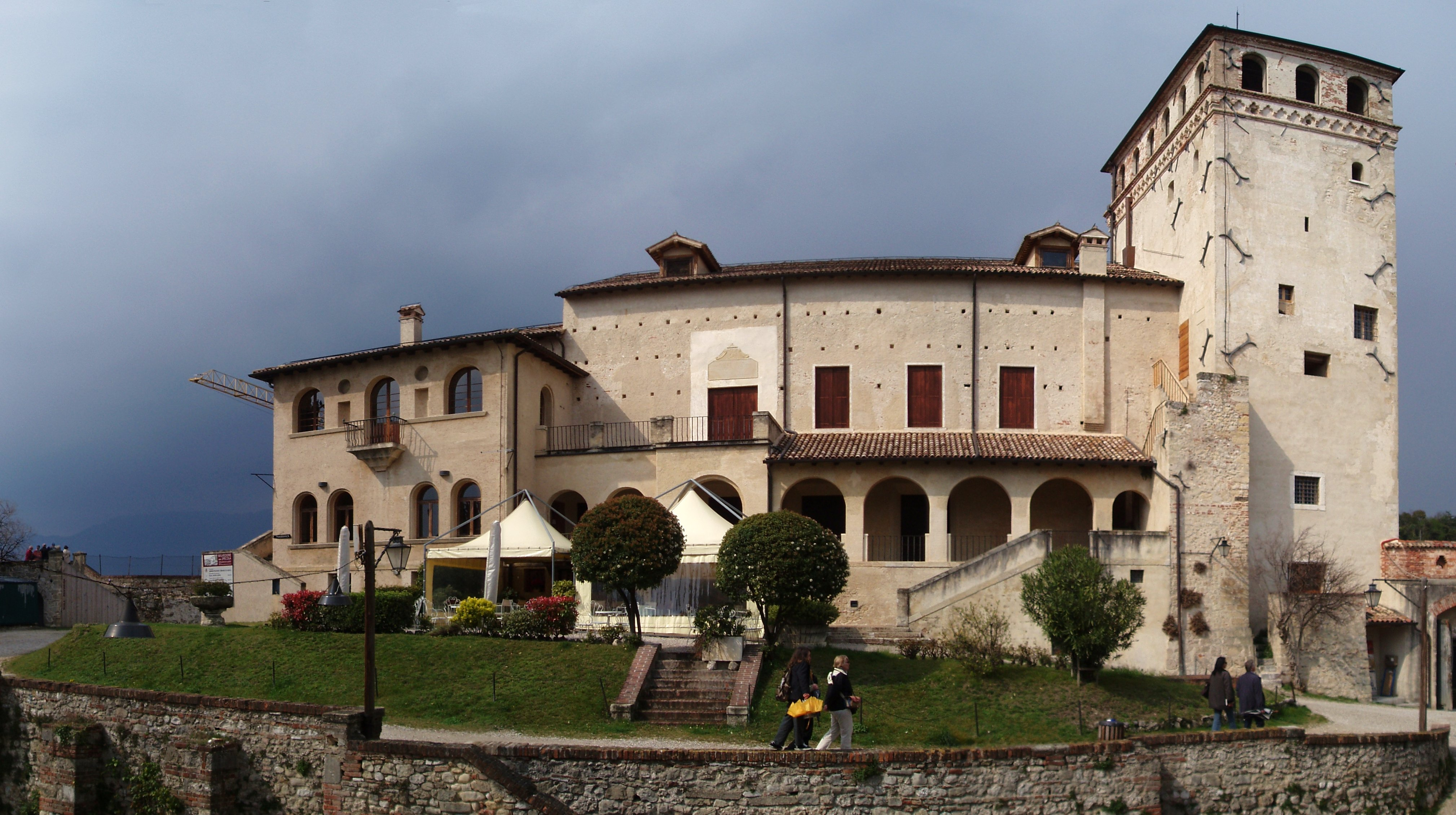
Caterinas slott i Asolo.
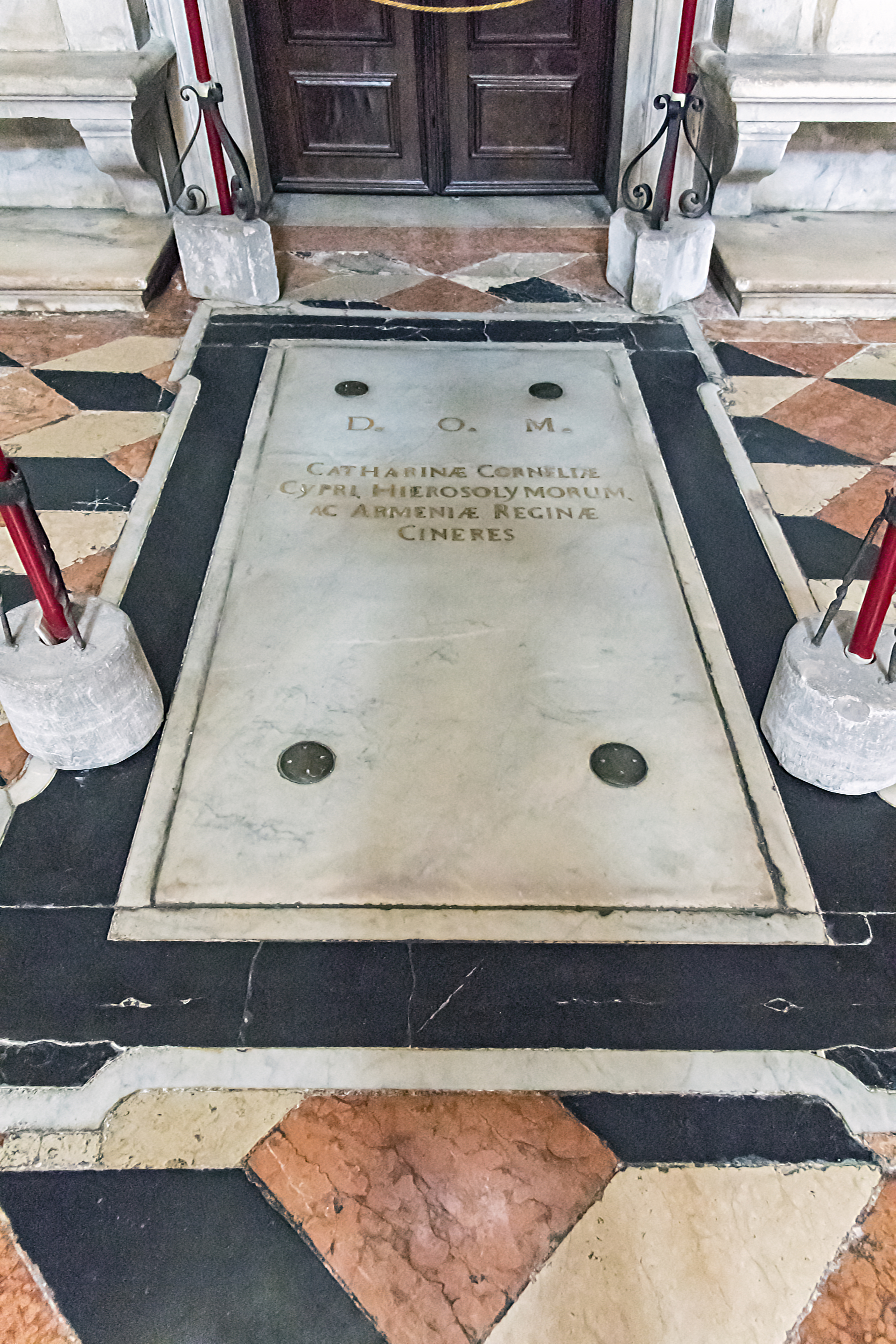
Gravsten.
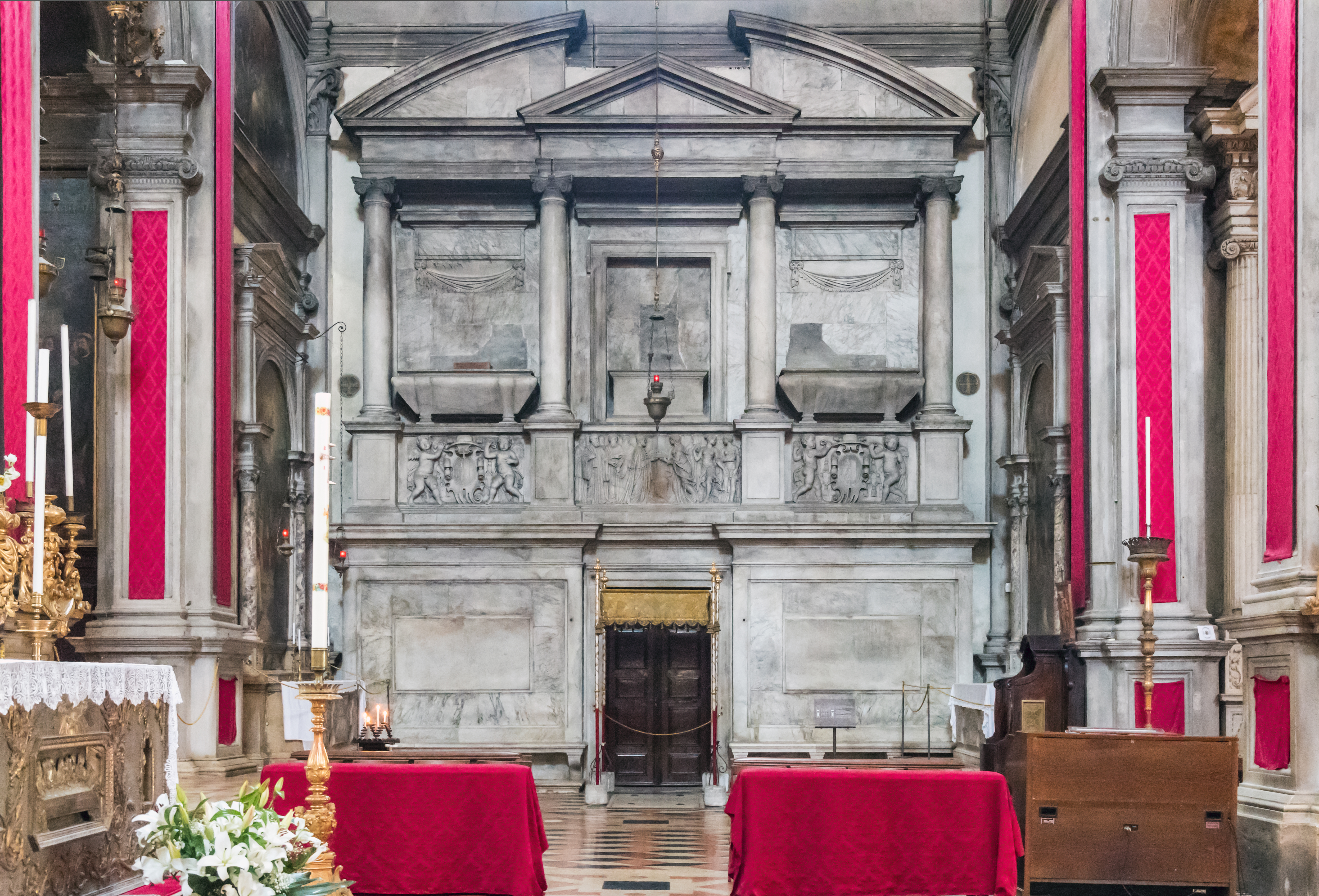
Gravmonument.